# La Bañeza
La Bañeza (leóni nyelven La Banieza) település Spanyolországban, León tartományban. Lakosainak száma 10 023 fő (2024).

## Földrajza
La Bañeza Palacios de la Valduerna, Soto de la Vega, Regueras de Arriba, Cebrones del Río és Santa Elena de Jamuz községekkel határos.

## Népesség
A település lakosságának változását az alábbi diagram mutatja:
| Lakosok száma | 10 282 | 10 117 | 10 777 | 11 057 | 10 843 | 10 595 | 10 349 | 10 338 | 10 024 | 10 023 |
|               | 2001   | 2004   | 2007   | 2009   | 2012   | 2014   | 2017   | 2019   | 2022   | 2024   |